# Brad Knott
John Bradford Knott (né le 17 avril 1986) est un avocat et homme politique américain. Il est député à la Chambre des représentants des États-Unis pour le 13e district de Caroline du Nord. Avant sa prise de fonctions en 2025, il travaille comme procureur fédéral au bureau du procureur des États-Unis pour le district Est de la Caroline du Nord.

## Biographie
John Bradford Knott nait le 17 avril 1986 à Raleigh, en Caroline du Nord,, dans une famille de cinq enfants. Son père, Joseph Thomas Knott III, est procureur adjoint des États-Unis et siégeait au conseil des gouverneurs de l'Université de Caroline du Nord,. Le grand-père de Knott, Joseph Thomas Knott Jr., sert dans l'armée américaine pendant la Seconde Guerre mondiale et est membre du conseil des commissaires du comté de Wake pendant douze ans. Le frère de Knott, Tucker Knott, est chef de cabinet du sénateur américain Ted Budd et ancien chef de cabinet du député américain George Holding,.
Il fréquente l'école St. David, une école épiscopale de Raleigh. Il obtient son baccalauréat de l'Université Baylor et son diplôme de Juris Doctor de la faculté de droit de l'Université Wake Forest.
Knott est embauché comme procureur fédéral au bureau du procureur des États-Unis pour le district est de la Caroline du Nord en 2016,. Il travaille comme procureur fédéral jusqu'en novembre 2023.
Il se présente à la Chambre des représentants des États-Unis pour le 13e district de Caroline du Nord lors des élections de 2024. Il se qualifie pour un second tour contre Kelly Daughtry, qui termine en première place avec 27 % des voix, tandis que Knott obtient environ 19 %. Après que Donald Trump et Americans for Prosperity aient soutenu Knott, Daughtry se retire de la course, laissant Knott devenir le candidat républicain. Il remporte l'élection de novembre.

## Vie privée
Knott est marié à Joanne Saleeby, une ancienne golfeuse de l'Université d'État de Caroline du Nord et propriétaire de la boutique Monkee's of Raleigh à North Hills,. Ils ont deux enfants.
Il est baptiste,.